# 위험물 표식

치명적인 사망의 근원이 될 수 있는 물질과 독성물을 주의하라는 표지

위험물 표지, 위험 기호(hazard symbol) 또는 경고 기호(warning symbol)는 전자기장, 전류, 강하고 독성이 있거나 불안정한 화학물질(산, 독극물, 폭발물); 그리고 방사능을 포함하여 유해하거나 위험한 물질, 위치 또는 물체에 대해 경고하도록 설계된 인식 가능한 기호이다. 위험물 표지의 사용은 법률에 의해 규제되고 표준 기관의 지시를 받는 경우가 많다. 위험물 표지는 위험 유형과 위협 수준(예: 독성 등급)을 지정하기 위해 다양한 색상, 배경, 테두리 및 추가 정보와 함께 나타날 수 있다. 경고 기호는 서면 경고 대신 또는 추가로 여러 위치에서 사용된다. 왜냐하면 경고 기호는 신속하게 인식되고(서면 경고를 읽는 것보다 더 빠르며) 더 일반적으로 이해되기 때문이다(동일 기호는 다른 언어 사용자에게 동일한 의미를 갖는 것으로 인식될 수 있음).

## 같이 보기
- 부바/키키 효과
- 그림문자
- ISO 7010
- ISO 7001
- GHS 그림문자